# Ліптовський Мікулаш (хокейний клуб)
МХК 32 Ліптовський Мікулаш (англ. MHK 32 Liptovský Mikuláš) — професіональний хокейний клуб з містечка Ліптовський Мікулаш, Словаччина. Заснований 1932 року. Виступає в Словацькій Екстралізі. Найбільші досягнення були за часів Чехословаччини, коли команда в 70-х роках 20 століття була найкращим колективом Словацької національної хокейної ліги (перемагаючи в ній в 3 сезонах).

## Відомі гравці
- Яромир Драган